# Widnes
Widnes – miasto przemysłowe w hrabstwie Cheshire w północno-zachodniej Anglii. W 2004 roku ludność wynosiła 57 663 mieszkańców.
Miasto położone jest na północnym brzegu rzeki Mersey. Centrum przemysłu chemicznego. Na południe, po przeciwnej stronie rzeki Mersey, znajduje się miasto Runcorn, a na wschód Warrington.